# Средства массовой информации Казахстана
Сре́дства ма́ссовой информа́ции Казахстана (СМИ), представленные в Казахстане.

## Особенности
Согласно закону «О средствах массовой информации» от 23 июля 1999 года № 451-I под средством массовой информации понимается:
- периодическое печатное издание: газета, журнал, альманах, бюллетень, иное издание, имеющее постоянное название, текущий номер и выпускаемые не реже одного раза в три месяца;
- радиоканал;
- телеканал;
- кинодокументалистика;
- аудиовизуальная запись;
- сетевое издание;
- иная форма периодического или непрерывного публичного распространения массовой информации, включая интернет-ресурсы; средства (органы) повседневной практики сбора, обработки и распространения информации, предназначенной для массовых аудиторий, в Республике Казахстан. К СМИ относятся не все интернет-ресурсы, а только те, где собственник принял решение об отнесении своего интернет-ресурса к СМИ в качестве сетевого издания"[1].

Деятельность СМИ в Казахстане регулируется Комитетом связи, информатизации и информации при Министерстве по инвестициям и развитию Республики Казахстан.
По состоянию на 1 июля 2016 года в Республике Казахстан зарегистрировано 2763 действующих СМИ. Подавляющее большинство в общей структуре — 86 % составляют печатные СМИ, 11 % электронные СМИ, 3 % информационные агентства. На данный момент в стране функционируют 1156 газет и 1269 журналов. Также зарегистрировано 285 электронных средств массовой информации, из которых телерадиокомпаний — 169 (108 — телекомпаний и 61 — радиокомпаний), кабельных операторов — 108 и операторов спутникового вещания — 8. Общее количество информационных агентств — 41. В качестве сетевых изданий зарегистрировано 15 изданий, на русском и казахском языках..

## Печатные издания

### До революции
Периодическая печать появилась в Казахстане с установлением владычества Российской империи. В 1870 году возникла русскоязычная газета «Туркестанские ведомости», освещавшая события в Туркестанском крае и в частности на казахских землях. В том же году возникает казахскоязычное приложение к «Туркестанским ведомостям» под названием «Түркістан уәлаятының газеті» («Газета Туркестанского края»), выходившее с 1870 по 1882 годы; с 1888 по 1902 годы оно выходило под названием «Дала уәлаятының газеті» («Газета Степного края»). В начале XX века выходили газеты «Серке» (1907) и «Казах» (1913—1918), отражавшие прогрессивные джадидистские взгляды казахской интеллигенции.
Первым журналом на казахском языке стал «Айкап» (каз. «Айқап» — «Зеркало»), выходивший с 1911 по 1915 годы в Троицке (ныне Челябинская область).

### Советский период
После Февральской и Октябрьской революций произошёл бурный рост числа казахстанских периодических изданий. Однако большинство из них оказалось недолго живущими, а к 1930-м годам количество газет и журналов резко сократилось.
Тем не менее, в Казахской ССР выпускалось множество общественно-политических и ведомственных газет, работающих под руководством городских, областных комитетов и ЦК Компартии Казахстана. Самыми популярными республиканскими газетами являлись «Казахстанская правда», «Ленинская смена», «Социалистик Казахстан», «Лениншил жас», «Пионер Казахстана» (впоследствии «Дружные ребята»). В каждом городе и области республики выпускались свои местные печатные издания: например, областными в Алма-Атинской области были «Огни Алатау» и «Жетысу», городской в Алма-Ате была «Вечерняя Алма-Ата». Практически у каждого министерства, крупного предприятия или организации имелось свое специализированное печатное издание: например, «Теміржолшы» («Железнодорожник»), «Советский пилот», «Қазақстан мұғалімі» («Учитель Казахстана»), «Қазақ әдебиеті» («Казахская литература»), «Біздің отан» («Наша родина»), «Кітап жаршысы» («Друг читателя»), «Эфирде Қазақстан» («Казахстан в эфире») и многие другие. МВД и МО Казахской ССР также выпускали свои издания.
При редакциях многих казахстанских газет были созданы и имелись общественные редакции, литературные объединения, корреспондентские посты; проводились различные конкурсы, соревнования, общественные рейды. В каждой редакции существовал «отдел писем», в который приходило множество писем читателей, в том числе и о несправедливости или бездействии начальства или «нарушениях на местах». На которые незамедлительно была реакция — выезжал корреспондент и делал статью. По опубликованным критическим материалам и письмам местные власти обязательно должны были «принять меры», соответственно отреагировав.
Среди журналов, издававшихся в Казахской ССР, популярностью пользовались «Кызыл Казахстан» (в настоящее время «Акикат»; выходит с 1922 года), «Жана адебиет» (в настоящее время «Жулдыз»; выходит с 1928 года), «Ара» (выходил с 1956 по 1998 годы), «Простор» (выходит с 1960 года), «Жалын» (выходит с 1969 года). Академия наук Казахской ССР выпускала Вестник АН КазССР (ныне Вестник Национальной академии наук Республики Казахстан).

### Период независимости
По состоянию на 2016 год, в Казахстане зарегистрировано 1886 печатных СМИ, из них 1364 газеты и 522 журнала. 76 % газет и 67 % журналов являются негосударственными.
Газеты и журналы Казахстана разделяются по территории распространения, периодичности выхода и тематической направленности и языку.

## Радиовещание
Регулярное радиовещание на территории современного Казахстана возникло в 1921 году под названием «Казахское радио». Вещание на казахском языке было начато с 23 марта 1927 года.
В настоящее время в Казахстане имеется 7 информационно-новостных радиостанций, имеющих республиканский статус: Казахское радио, Русское радио Казахстан, Ретро Казахстан, NS радио, Авторадио, Шалкар, Europa plus Казахстан.

## Кабельное телевидение
Кабельное телевидение в Республике Казахстан бурно развивалось с середины 1990-х годов по начало 2000-х годов. Открывались новые кабельные операторы-компании, появилась конкуренция и рыночные отношения, качество предоставляемых услуг улучшалось, абонентская плата на услуги снижалась. Кабельное телевидение становилось доступным для населения во многих городах Республики Казахстан. Продлилось это недолго. В 2010 году прекратила свое существование компания «СЕКАТЕЛ», предоставляющая свои услуги в г. Астана (с 1999 г.), г. Актау (с 1999 г.) и г. Алматы (с 2005 г.). Компания «СЕКАТЕЛ» являлась лидером в сфере услуг кабельного ТВ предоставляемого населению в г. Астана и Алматы. В городе Алматы компания также обслуживала и ряд элитных жилых комплексов (Ботанический Сад, Овация, Нурлы Тау, Столичный Центр, Версаль, Гольф Клуб Жайлау и Мега Тауэрс). В октябре 2009 года телеканалом «MTV Россия» два раза транслировался скандальный фильм Борат, во время показов фильма, трансляция канала у всех операторов кабельного тв была прервана, но только в «Секател» второй повторный показ в 3:00 ночи не приостанавливался. После этого в 2010 году компания «Секател» стремительно прекратила своё существование. В том же году появилась новая компания-оператор «DigitalTV».
В мае 2013 года компания-оператор «DIGITAL TV» была выкуплена АО «Казахтелеком», а в 2014 году прекратила существование. В октябре 2015 года кабельная сеть оператора «ICON» перешла к «Алма ТВ».
По состоянию на июль 2016 года на территории республики функционировало 108 оператора сетей эфирно-кабельного телевидения, предоставляющих услуги кабельного телевидения. Сфера их деятельности носит, как правило, локальный характер. При этом пакет каналов колеблется от 14 до 130 телевизионных программ. Крупными игроками на рынке бизнеса кабельного телевидения, являются компании как «Алмател Казахстан» (с торговой маркой «АЛМА ТВ») и «Казахтелеком» (с торговой маркой ID TV). «Алмател Казахстан» и «Казахтелеком» в настоящее время являются единственными крупными операторами кабельного тв в таких крупных городах как Астана и Алматы.
Инфраструктура кабельного и эфирно-кабельного телевидения получила развитие в наиболее крупных городах, таких как, Алматы, Астана, Караганда, Костанай, Усть-Каменогорск, Павлодар.
По информации АО «Казтелерадио», из 4 млн домохозяйств Республики 1,6 млн охвачено эфирно-кабельным телевидением — это порядка 5-6 млн человек.
В настоящее время в уполномоченном органе поставлено на учет 270 иностранных теле-, радиоканалов. Из них: российских — 185, английских — 24, французских 16, американских — 11, турецких — 7, украинских — 6, иных — 18 (Нидерланды, Корея, Гонконг, Чеченская Республика, Республика Дагестан, Беларусь, Эстония, Кипр, Швейцария, Германия, Герцогство Люксембург, Азербайджан).

### Проблемы с трансляцией Российских телеканалов
С 2012 года крупные российские телеканалы стали регулярно сталкиваться с проблемами препятствующими их трансляции в кабельных сетях Казахстана.
В 2012 году оператор Алма-ТВ сообщил, что прекращает ретрансляцию каналов «РТР Планета», «Россия 24» и «Россия К» в связи с невозможностью прийти к взаимовыгодным условиям сотрудничества с правообладателем. Однако ВГТРК сообщила, что информация не соответствует действительности. Тогда вопрос удалось уладить и российские телеканалы продолжили свое вещание в кабельных сетях крупных операторов Казахстана.
Интересен тот факт, что правообладателями российских каналов на территории Казахстана являются две казахстанские компании ТОО «Eurasia Media Distribution» и ТОО «Казахстанский центр ТВ». Чтобы получить право ретранслировать российские телеканалы, кабельные операторы обязаны именно с ними заключить авторские соглашения, выплачивая соответствующее вознаграждение, а не напрямую с владельцем и производителем каналов.
В 2017 году возникла такая же ситуация как и в 2012 году, «Алма-ТВ» и «Казахтелеком» сообщили о приостановлении ретрансляции четырех российских телеканалов — «НТВ-Мир», «РТР-Планета», «Россия-24» и «Россия-Культура» с 11 декабря 2017 года. Причиной приостановления трансляции называются требования от правообладателей об очередном увеличении стоимости прав за ретрансляцию данных телеканалов.
Также в Казахстане, людьми называемыми экспертами и специалистами в области медиа постоянно поднимается вопрос об угрозе информационной безопасности страны, исходящей якобы от российских государственных телеканалов, которые на основе своих личных наблюдений считают, что общественное мнение в Казахстане в основном формируется российскими СМИ. По их наблюдениям с начала украино-российского конфликта казахстанское общество разделилось на два враждующих между собой лагеря. При этом, считают они, у большей части населения Казахстана явно доминируют пророссийские настроения.
В частности Арманжан Байтасов, выступавший в апреле 2014 года против подписания договора о Евразийском союзе, сетовал о людях «прокачанных» российской идеологией, которые крайне недружелюбно относятся к иной точке зрения. По мнению Байтасова, пророссийская ориентация значительной части казахстанского населения является следствием той информационной политики, проводящейся в стране. Известно, что телекомпаний Байтасова в 2014 году неожиданно были отсняты новости, передача и фильм об событиях на Украине, где показывалась совершенно другая точка зрения на происходящее. Другой эксперт некий Ерлан Аскарбеков, в 2014 году предлагал, что в Казахстане остро необходимо как можно скорее ограничить ретрансляцию российских государственных каналов, показывающих новости и ток-шоу политического характера. Эта экстренная чрезвычайная мера нашей стране необходима, как минимум, года на три, и должна коснуться всех без исключения ретрансляторов.

### Запрет на рекламу в кабельных сетях
С конца-начала 2010-х годов крупные операторы кабельного телевидения стали размещать (путём врезки) в эфире российских телеканалов (Первый канал, Россия, НТВ, РенТВ, МузТВ) местную казахстанскую рекламу, получая финансовое вознаграждение от казахстанских компаний-рекламодателей. После чего в печатных и электронных СМИ стал муссироваться вопрос о том, что якобы именно из-за российских телеканалов у казахстанских телеканалов падают рейтинги и собственное национальное телевизионное производство и каналы страдают из-за недостатка финансовых средств, которые будто бы уходят в Россию из-за размещаемой рекламы на кабельных каналах. В 2016 году заинтересованными лицами была внесена поправка в статью 34 закона «О телерадиовещании», согласно которой операторы телерадиовещания при ретрансляции иностранных телевизионных каналов и радиоканалов на территории Республики Казахстан не должны допускать распространения рекламы. Теперь операторы кабельного тв не только не вправе размещать казахстанскую рекламу на иностранных телеканалах, но и обязаны вырезать зарубежную рекламу транслируемую лично самими каналами. Данный закон действует только в Казахстане, нигде в мире больше нет подобного запрета на показ рекламы на ретранслируемых телеканалах в кабельных сетях.

## Свобода СМИ в Казахстане
Свобода СМИ и отсутствие цензуры в Республике Казахстан гарантировано законом Законом Республики Казахстан от 23 июля 1999 года № 451-I «О средствах массовой информации».
Тем не менее эксперты считают, что свобода СМИ в Казахстане есть только на бумаге, а фактически не действует.

## Законы
- Закон о СМИ
- Закон о доступе к информации